# 浔溪乡
浔溪乡，是中华人民共和国江西省抚州市南城县下辖的一个乡镇级行政单位。

## 行政区划
浔溪乡下辖以下地区：
大竺村、浔溪村、敖家湾村、墩头村、石璜村、高岭村和太坪村。